# فیلیپ بویکین
فیلیپ بویکین (انگلیسی: Phillip Boykin؛ زادهٔ ۱۹۶۸) بازیگر اهل ایالات متحده آمریکا است.